# 矢野仁一
矢野仁一（1872年5月13日—1970年1月2日），日本東亞史學家，前京都帝國大學教授，主要研究領域為古代中國民族史、邊疆史和外交史等，以「日本國士」自稱，身兼政論家及歷史學家。他於中日戰爭前發表的《支那非國論》及《滿蒙非支那論》一度引起了中日兩國史學界的爭論。

## 學術生涯
1893年，矢野仁一考入東京帝國大學文科大學史學科，專攻歷史學，在1896年成為了東京帝國大學大學院西洋史學專業的研究生，後來開始把研究方向由西方近代史轉到了晚清中西外交和政治史。 1899年，矢野仁一從東京帝國大學研究生畢業後，任職早稻田大學文學部講師。1912年，在京都帝國大學東洋史學第二講座教授桑原騭藏的推薦下，就任京都帝國大學東洋史學講座副教授。1918年，矢野仁一前往美國留學，專攻晚清中西方外交和政治史研究。1920年，矢野仁一博士回國後成為京都帝國大學東洋史學第三講座教授，在1932年退休。1970年1月2日，矢野仁一逝世，享耆壽97歲。

## 與日本軍部的關係
矢野仁一秉持近代日本之「大陆政策」，提出「滿蒙藏非支那本來領土」的理論，認為滿洲、蒙古、西藏是中國的「邊疆地方」，宣稱「支那不等於清朝」、「支那等於支那本部」、「支那等於漢民族之領域」。將長城內十八省界定為中國（支那）「本部」，與「滿蒙藏」分割開來。並且從日本的利益出發，定義「滿洲」自古以來即為「獨立於中國之外的地域，不在中國政治體系管轄的範圍之內」，九一八事變發生前，這一觀點又經日本戰略家石原莞爾進一步闡發，其主張「滿蒙非漢民族之領土，其關係與日本更為密切」，在實質上成為了使日本軍部藉此理由對此區域展開軍事侵略、扶植「滿洲國」的成立的理論基礎所在。
1943年，矢野仁一出版《大東亞史の構想》一書，作為對當時日本“大東亞共榮圈”的戰略構想的一種配合，把以往的“支那史”和“東洋史”等概念，變成了“大東亞史”的概念。矢野仁一過世後，他的學生歷史學家宮崎市定博士在《矢野博士の追憶》一文中說：「矢野先生在日本軍部有非常多的友人，假如把日本軍部比作王道的話，矢野先生就如同是為了實現周文王那樣的王道而考慮的（似姜太公一樣的人物）」。

## 學術爭議
1923年，矢野仁一於《近代支那論》一書中刊登〈支那無國境論〉和〈支那非國論〉兩篇文章，認為中國不能稱為所謂的民族國家，又認為滿洲、蒙古、西藏等原來就不是中國領土，表示如果要維持中國的同一性，那就根本沒有必要推翻清王朝，如果要建立民族國家，則應當放棄邊疆地區的控制，包括政治上的領屬和歷史上的敍述
。
1932年，為了對抗矢野仁一提出的觀點，中國歷史學家、前國立臺灣大學校長傅斯年出版了第一卷的《東北史綱》：「東北為中國所有，證明東北自古以來就是中國領土不可分割的一部分，東北諸民族自古以來就是中華民族的一員。」該書經過翻譯後，連同三百多件關於1871年以來日本侵略中國的歷史調查，以及外交家顧維鈞親撰的總說帖，送交給國際聯盟李頓調查團，同年，調查團就日本侵占滿洲發表「滿洲是中國完整的一部分，滿洲與中國的關係是恆久的，本質的」的決議，並且勸告日本將滿洲歸還中國，以解決滿洲問題。
1933年，矢野仁一出版《滿洲國歷史》一書，再度強調「滿蒙藏非中國本來之領土」的主張，並且以「滿蒙自古即非漢民族居住之所」、「清朝滿洲是封禁地，20世紀開始才有漢人移入（根據現代研究指出，1792年至1820年間清朝東北關外人口就從95萬上升至247萬，當中約100萬來自關內移民）」等理據反駁傅斯年和李頓調查團的報告，否認「滿洲是中國的一部分」。
1941年，支持《欽定滿洲源流考》（在乾隆時期編撰而成的關於滿洲人歷史的書籍）傳統論述的旗人歷史學家金毓黻編寫出《東北通史》，以駁斥當時日本學者為主的體系研究和維護傳統體系，並以史料的解釋羅列、建立全面性的中國東北史，書中的引言提到：「今日有一奇異之現象，即研究東北史之重心，不在吾國，而在日本。⋯⋯以牽強附會，別有用意，入主出奴，積非成是」。

## 部分著作
-{
- 《近代蒙古史研究》
- 《近代支那史》
- 《近代支那の政治及文化》
- 《支那近代外国関係研究》
- 《満洲近代史》
- 《清朝末史研究》
- 《大東亜史の構想》
- 《古中国と新中国》
- 《中国人民革命史論》}-